# Hans Rosenwald
Hans Rosenwald (* 17. Januar 1907 in Bünde, Westfalen; † 25. Oktober 1988 in Düsseldorf) war ein deutsch-amerikanischer Musikwissenschaftler.

## Leben
Rosenwald studierte an der Musikhochschule und der Universität in Berlin und setzte seine Studien an der Universität Heidelberg fort. Er promovierte 1929 in Heidelberg mit der Arbeit „Geschichte des deutschen Liedes zwischen Schubert und Schumann“ (gedruckt 1931 in Berlin).
Seit 1930 war er an der Lessing-Hochschule zu Berlin tätig, gleichzeitig arbeitete er auch für den Rundfunk.
1936 emigrierte Hans Rosenwald nach Amerika, in Chicago war er seit 1938 als Dozent für Musikwissenschaften tätig, weitere Anstellungen führten ihn nach Valparaiso, Indiana und nach New York. Er wurde später Dean des Chicago Musical College sowie Editor der Music News.
Hans Rosenwald war von 1951 bis 1960 Präsident des International Music Institute. 1964 übernahm Hans Hermann Rosenwald die Direktion des "Albert Schweitzer College" in Churwalden, mit Wechsel 1968 ins Château de Corcelles (VD) und Rückkehr nach Churwalden (bis. 1970). Seine letzten Lebensjahre verbrachte er in der Schweiz. Er betätigte sich in seinen letzten Lebensjahrzehnten philanthropisch.
Eines seiner wichtigsten Werke ist das Who is who in Music, welches 1940 und erneut 1964 herausgegeben wurde.

## Werke von Hans Rosenwald
- Geschichte des deutschen Liedes zwischen Schubert und Schumann. Berlin 1931.
- Das Lied der deutschen Romantik. Berlin 1931.
- Handbook of Music History. New York 1940.
- Who is Who in Music. Chicago 1940.
- New Handbook of Music History. New York 1950.